# Stefano Fiorentino
Stefano Fiorentino (Florència, segle xiv) fou un pintor italià, conegut per haver sigut deixeble de Giotto di Bondone.
Alguns dels seus treballs més destacats són les pintures al fresc de la basílica inferior de San Francesc d'Assís, que relaten la vida de Sant Estanislau. En aquesta obra es nota la influència de l'estil de Siena, Fiorentino va fer servir colors més transparents amb un dibuix més definit. Segons alguns biògrafs fou el pare de Giottino.